# Christian Verougstraete
Pour les articles homonymes, voir Verougstraete.
Christian Verougstraete, né le 11 septembre 1950 à Uccle, est un homme politique belge flamand, membre du Vlaams Belang.
Il est licencié en droit.

## Fonctions politiques
- conseiller communal à Ostende (1995-aujourd'hui)
- député au Parlement flamand (du 13 juin 1995 au 25 mai 2014)